# Dreiinselschiff

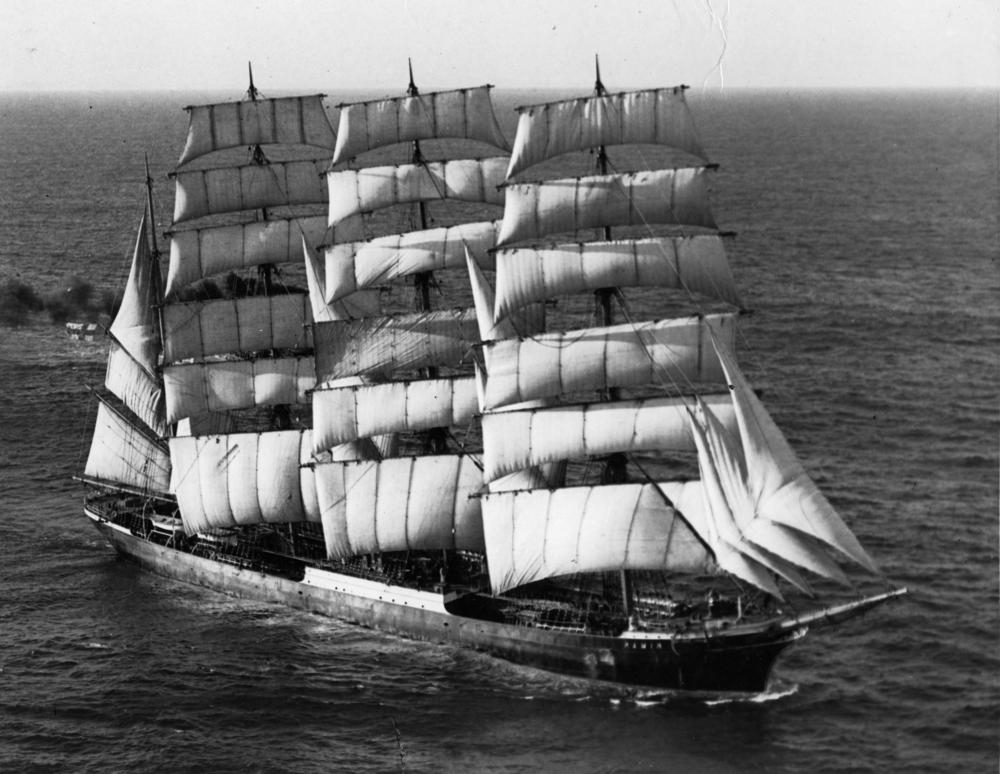
Dreiinselschiff Pamir

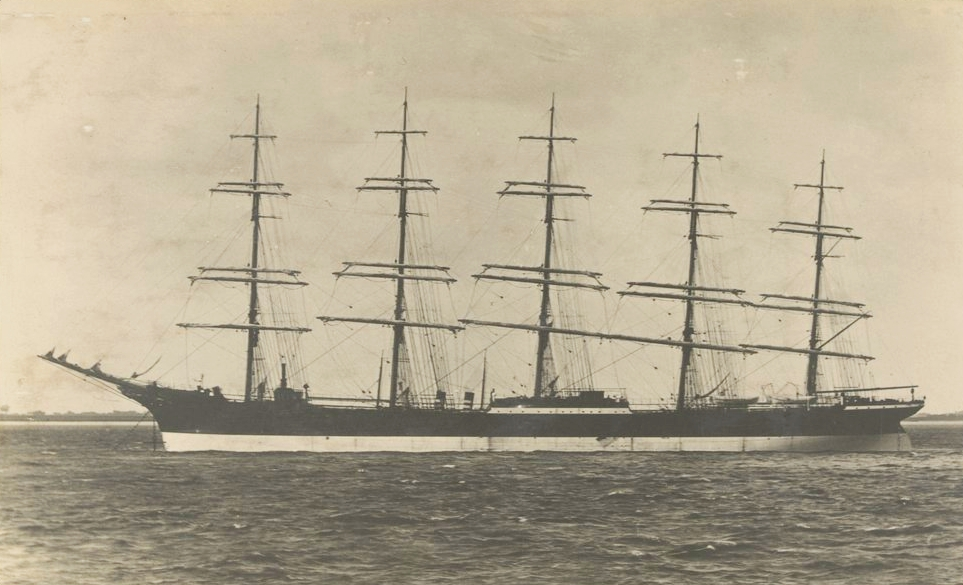
Dreiinselschiff Preußen; der mittige weiße Streifen ist die Mittschiffsbrücke

Als Dreiinselschiff wird ein Schiff bezeichnet, das Aufbauten von Bord zu Bord auf erhöhtem eigenen Deck ohne seitliche Passiermöglichkeit am Vorschiff (Back), mittschiffs (Brücke) und am Achterschiff (Poop) besitzt. Diese Aufbauten tauchen auf See nach Schornstein oder Masten zuerst am Horizont (Kimm) auf, während der Schiffskörper wegen der Erdkrümmung noch nicht in Sicht ist.
Der Ausdruck fand bereits im 19. Jahrhundert für Großsegler Eingang in die Fachsprache. Der damals bevorzugte Schiffstyp war der Glattdecker. Die für zuverlässige und schnelle Segelschiffe berühmte Reederei F. Laeisz zog hingegen Dreiinselschiffe vor. So wurden beispielsweise die Placilla, Potosí, Preußen, Pamir und die Passat als Dreiinselschiffe gebaut.
Großsegler des Dreiinselschifftyps hatten den Vorteil des Ruderrades auf der Brücke anstelle in Hecknähe. Außerdem geben die erhöhten Aufbauten bei Sturm und rauer See zumindest an diesen Stellen des Decks etwas mehr Schutz vor überkommender See. Bei F. Laeisz waren die Unterkünfte in der Mittschiffsinsel untergebracht. In seltenen Fällen gab es Viermastsegler ohne Back- bzw. Poopdeck, aber mit Mittschiffsinsel, die als Zweiinselschiffe bezeichnet wurden. Besonders große Back- und Poopdecks finden sich auf Segelschulschiffen.
Da vornehmlich Liverpooler Reedereien Großsegler (Viermastschiffe) als Dreiinselschiffe in Auftrag gaben, wurden wegen des erstmaligen und häufigen Erscheinens auf Liverpooler Schiffen diese Art des mittleren, von Bord zu Bord reichenden Decksaufbaues (Mittschiffsinsel, Brücke) Liverpoolhaus („Liverpool house“) genannt.